# Carl Robert Ehrström
Carl Robert Ehrström, född 14 september 1803 i Larsmo i Svenska Österbotten, död 19 maj 1881 i Brahestad, var en finländsk läkare, bakteriolog och arkeolog.
Carl Robert Ehrström var son till prästen Anders Ehrström (1744–1822) och hans andra hustru Anna Maria Reinius. Han var bror till kyrkoherden Eric Gustaf Ehrström, kronofogden Anders Mauritz Ehrström (1795–1852), kompositören Fredrik August Ehrström (1801–1850) och kyrkoherden och riksdagsmannen Otto Vilhelm Ehrström (1805–1871). Han gick på trivialskolan i Vasa tillsammans med Johan Ludvig Runeberg och tog där examen 1822. Ehrström tog filosofie kandidatexamen 1831, medicine kandidatexamen 1834 och medicine licentiatexamen 1838. 
I mitten av 1830-talet tjänstgjorde Ehrström på Helsingfors mödravårdssjukhus, där det 1836–1837 inträffade en epidemiliknande våg av spädbarnsdödlighet. Han uppmärksammade att barnsängsfebern verkade spridas genom kontakt. I sin avhandling 1840 formulerade han en hypotes att sjukdomen sprids genom ett "osynligt medel". . Denna hypotes om sambandet mellan bakterier och sjukdomar uppmärksammades dock inte inom den finländska akademin.
Carl Robert Ehrström var stadsläkare i Torneå från 1838, distriktsläkare i Torneå härad från 1839 och distriktsläkare i Brahestad 1855–1871.
Vid sidan av medicinvetenskap var Ehrström mycket intresserad av lokalhistoria. Han studerade finsk folkkultur och gjorde arkeologiska expeditioner i norra Finland. 
Han flyttade 1854 till Brahestad som provinsialläkare. Där samlade han föremål som stadens sjöfolk tog med sig från fjärran länder. År 1862 grundade han Brahestads museum efter att ha samlat in medel från förmögna borgare i staden. Detta var Finlands första historiska, kulturhistoriska och naturvetenskapliga lokalmuseum. 
Ehrström gifte sig 1840 med Sofia Katarina Ekström (död 1905). Paret hade åtta barn.